# Reel Impulse
Reel Impulse는 2013년 6월 발매된 YB의 아홉 번째 정규앨범이다. 8집 共存 (2009년)의 발표 이후 4년 3개월만의 정규앨범으로, 타이틀곡 〈미스터리〉를 포함해 총 10곡이 수록되어 있다.
앨범 제목은 릴 테이프 방식을 통해 녹음한 노래들로 듣는 사람들에게 파동을 남기겠다는 뜻으로, 아날로그 방식의 녹음을 시도하며 보컬을 제외한 모든 파트의 녹음을 원 테이크로 진행해 화제가 되기도 했다.

## 수록곡
1. 우린 짝패다
2. 반쪽게임
3. 미스터리 - 타이틀곡
4. Push Off
5. 상남자
6. 푸른구슬
7. 뚜껑별꽃
8. 오늘 나는 윤기사
9. 칼
10. 열아홉